# Венікони

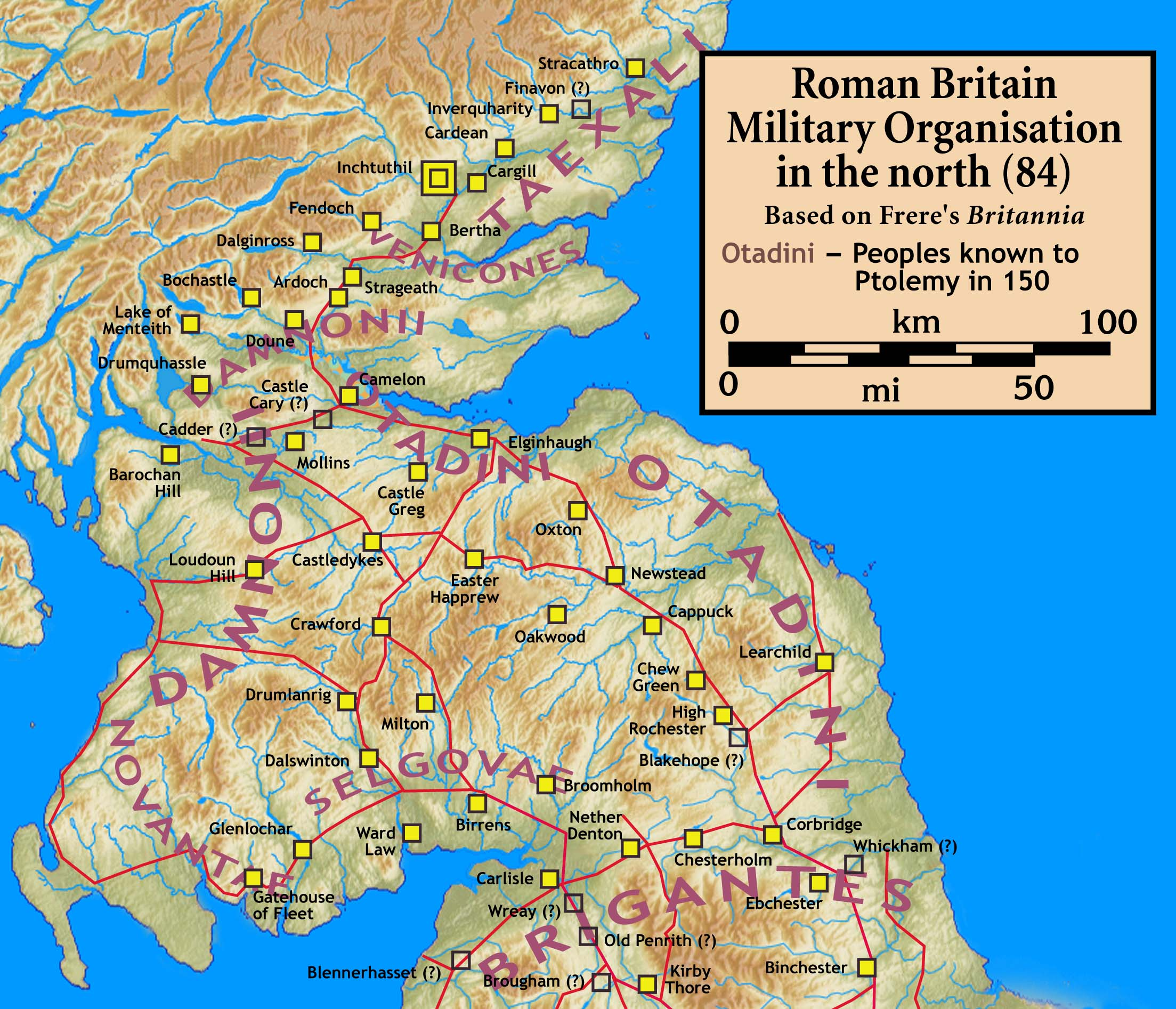
Племена піктів

Венікони — плем'я піктів, що мешкало від Ферт-оф-Тай та Ферт-оф-Форт. Кордонами були сучасні шотландські області Тайсайд, Файф, Центральний регіон. Межували на півночі з тексалі, на заході — дамнонами, на півдні — отадінами. Етимологічно розшифровують назву веніконів як «діти собак». Можливо їх тотемом був пес. Обо пес був відзнакою головного бога цього племені.

## Історія
Головним поселенням була Орреа (сучасне м. Карпоу, на схід від Данді). Стосовно кланової системи цього племені немає знань. Ймовірно була схожа на клани каледоніїв та отадінів. Відомостей про веніконів замало. Втім перші письмові згадки пов'язані із римським вторгненням до Британії.
У 82 році венікони були підкорені проконсулом Гнеєм Юлієм Агріколою. Разом зі своїми сусідами дамнонами, каледоніями та тексалі билися у вирішальній битві в Граупійських горах у 83 або 84 році, де союз піктів зазнав нищівної поразки. після цього опинилися під владою Риму. Проте залежність була нетривалою — до 85 року. Римляни перейменували головне поселення на Цивітас Венікорум.
В подальші роки виступали в союзі із сусідами проти римлян. Втім важка поразка в Граупійських горах призвела до тривалого занепаду племені. У 140-х роках із зведенням валу Антоніна залежність від Риму відновилася. Лише у 180 році вони виступили з меатами та каледоніями проти римлян, прорвавши вал Антоніна.
У 197 році венікони були учасниками війни з римлянами біля валу Адріана. Римські війська були відволічені Клодієм Альбіном для боротьби проти Септимія Севера. Після перемоги останній у 208 році розпочав війну проти піктів. Венітони діяли спільно зі своїми піктськими союзниками, проте у 211 році зазнали тяжкої поразки. Але протистояння між імператорами Каракаллою та Ґетою сприяло укладанню миру, за яким венікони та їх союзники зберегли незалежність.
Протягом сторіччя венікони не простежуються в документах. У 305 році імператор Констанцій I Хлор успішно воював проти піктів, зокрема веніконів. Останні зазнали поразки й на тривалий час перестали турбувати кордони Римської імперії. Останню згадку про веніконів датують 367 роком, коли це плем'я в союзі з іншими піктами вдерлася до римської Британії.